# Onychogomphus aequistylus
Onychogomphus aequistylus là loài chuồn chuồn trong họ Gomphidae. Loài này được Selys mô tả khoa học đầu tiên năm 1892.